# كاثرين الملقبة ببيردي
كاثرين المُلقبة ببيردي (بالإنجليزية: Catherine Called Birdy)‏ هو فيلم كوميدي أمريكي لعام 2022، من سيناريو وإخراج لينا دونهام، الذي يستند إلى رواية عام 1994 التي تحمل نفس الاسم من تأليف كارين كوشمان، تم عرضه لأول مرة في مهرجان تورونتو السينمائي الدولي في سبتمبر 2022. وتم إصداره من قبل استوديوهات أمازون في 23 سبتمبر 2022.

## طاقم التمثيل
- بيلا رامزي في دور الليدي كاثرين/ "بيردي"
- أندرو سكوت في دور اللورد رولو ، والد كاثرين
- بيلي بايبر في دور السيدة أيسلين، والدة كاثرين
- جو ألوين في دور جورج، عم كاثرين
- دين-تشارلز تشابمان في دور روبرت، الأخ الأكبر لكاثرين
- رالف إنيسون
- ارشي رينوكس
- راسل براند
- إيزيس هينسورث بدور إيليس
- ميمي نديوني بدور السيدة برنيس سايدبوتوم

## روابط خارجية
- كاثرين الملقبة ببيردي على موقع IMDb (الإنجليزية)
- كاثرين الملقبة ببيردي على موقع ميتاكريتيك (الإنجليزية)
- كاثرين الملقبة ببيردي على موقع روتن توميتوز (الإنجليزية)
- كاثرين الملقبة ببيردي على موقع ألو سيني (الفرنسية)
- كاثرين الملقبة ببيردي على موقع فيلمافينيتي (الإسبانية)
- كاثرين الملقبة ببيردي على موقع قاعدة بيانات الفيلم (الإنجليزية)
- كاثرين الملقبة ببيردي على موقع ليتربوكسد (الإنجليزية)
- كاثرين الملقبة ببيردي على موقع كينوبويسك (الروسية)